# Lí

Trigrammes - Yi Jing - Bāguà

|   | sin. | pinyin | on'yomi |
| ☰ | 乾   | qián   | ken     |
| ☷ | 坤   | kūn    | kon     |
| ☳ | 震   | zhèn   | shin    |
| ☴ | 巽   | xùn    | son     |
| ☲ | 離   | lí     | ri      |
| ☵ | 坎   | kǎn    | kan     |
| ☶ | 艮   | gèn    | gon     |
| ☱ | 兌   | duì    | da      |

☲ ou 離, transcrit lí en hanyu pinyin (romanisation du mandarin) et ri selon la lecture on'yomi (japonais), est l'un des huit trigrammes du Yi Jing, et donc une figure du Bāguà.
Il est imagé par le feu et par ce qui s'attache, la fille cadette, le faisan, l'œil, le brillant, la cuirasse et le casque, la lance et les armes, la sécheresse, la tortue, le crabe, l'escargot, l'arbre desséché dans sa partie haute, …
L'hexagramme Yi Jang indique le sud.